# Viktor Weißenbacher
Viktor Weißenbacher (* 15. Juli 1897 in Pforzheim; † 8. Dezember 1956) war ein deutscher Fußballspieler.

## Karriere

### Vereine
Weißenbacher, in Pforzheim geboren, trat 15-jährig dem ortsansässigen 1. FC Pforzheim bei. Dem Jugendalter entwachsen rückte er zur Saison 1915/16 in die erste Mannschaft auf, für die er zunächst im Südkreis, einem von seinerzeit vier Kreisen, in der im Verband Süddeutscher Fußball-Vereine im Rundenturnier der jeweilige Meister ermittelt wurde, der dann zur Teilnahme an der Endrunde um die Süddeutsche Meisterschaft qualifiziert war, zum Einsatz kam.
Für den Verein spielte er ab der Saison 1919/20 in der Kreisliga Baden, ab der Saison 1920/21 in der Kreisliga Südwest, die er mit seiner Mannschaft gewann, ab der Saison 1922/23 erneut in der Kreisliga Baden, die er mit seiner Mannschaft ebenfalls gewann, und die letzten beiden Spielzeiten in der Bezirksliga Württemberg/Baden, bevor er mit seinem Verein als Tabellenvorletzter und nach der Relegationsrunde um den Klassenverbleib in die Kreisliga abstieg. In dieser absolvierte er seine letzten drei Spielzeiten, ehe er aus Verletzungsgründen seine Karriere als Fußballspieler 1929 beendete.

### Nationalmannschaft
Sein einziges Länderspiel für die A-Nationalmannschaft bestritt er am 23. April 1922 auf der Hohen Warte von Wien. Beim 2:0-Sieg vor 85.000 Zuschauern gelang ihm und seinem Vereinsmitspieler Fritz Wetzel der erste Länderspiel-Erfolg gegen die Nationalmannschaft Österreichs, wobei er das Führungstor in der 69. Minute erzielte.

## Erfolge
- Bezirksmeister Württemberg/Baden 1923
- Kreismeister Baden 1923
- Kreismeister Südwest 1921